# Georg Karg (Unternehmer)
Georg Karg (* 2. August 1888 in Friedeberg in der Neumark; † 27. November 1972 in Bad Homburg vor der Höhe) war ein deutscher Einzelhandelskaufmann. Er arbeitete sich bis 1927 zum „einflussreichsten“ Abteilungsleiter des Warenhausunternehmens Hermann Tietz OHG hoch. Während der Erzwingung eines schrittweisen Ausschlusses der Tietz-Eigentümer durch die Gläubigerbanken und NS-Regierung wurde Karg als Geschäftsführer für die wirtschaftlich angeschlagene Firmengruppe eingesetzt und führte diese unter dem Geschäftsnamen Hertie weiter.

## Leben
Karg wurde 1888 in Friedeberg als siebtes von zehn Kindern des kleinen Tuchfabrikanten und späteren Textil-Einzelhändlers Karl Karg und dessen Frau Luise geboren. Nach einer Lehre im Textilkaufhaus F. R. Knothe in der benachbarten Kreisstadt Meseritz begann Karg 1908 als einfacher Textilverkäufer in einem Warenhaus der Berliner Kaufhauskette von Adolf Jandorf. Dank seines Fleißes und seines nahezu fotografischen Gedächtnisses beförderte ihn Jandorf bereits nach einem Jahr zum Textileinkäufer. 1913 ernannte ihn Jandorf zum Geschäftsführer des zweitgrößten Jandorf-Kaufhauses in der Wilmersdorfer Straße mit 600 Mitarbeitern.
Nach dem Verkauf der Jandorf-Kette an den Hermann-Tietz-Konzern Ende 1926 wurde Karg zum Leiter des zentralen Textileinkaufes der Hermann Tietz OHG. Damit gehörte er „zu den bestbezahlten Warenhausmanagern Deutschlands“ und konnte es sich 1931 leisten, ein lukratives Angebot des Karstadt-Konzerns in Höhe von 500.000 Reichsmark Jahresgehalt auszuschlagen.

### NS-Ära
→ vgl. Hauptartikel: Kaufhaus des Westens#Nationalsozialismus: Enteignung von Tietz und Beschädigungen
Der Hermann Tietz-Konzern hatte wegen seiner Expansion in den 1920er-Jahren und der anschließenden Weltwirtschaftskrise hohe Schulden. Doch erst aufgrund der von den Nationalsozialisten ausgerufenen „Judenboykotte“, der Flut von antisemitischen Anfeindungen und der damit politisch herbeigeführten Warenhauskrise im Frühjahr 1933 geriet er in massive Zahlungsschwierigkeiten.
Im Juni 1933 erhielt der Warenhauskonzern einen Überbrückungskredit der Akzeptbank in Millionenhöhe, doch dessen Bewilligung war von der „Arisierung“ und der Zustimmung Hitlers abhängig. Ein Bankenkonsortium unter der Führung der 1931 verstaatlichten Dresdner Bank und dem ihr nahestehenden Bankhaus Hardy & Co. nutzte die Liquiditätskrise des Unternehmens in Abstimmung mit dem Reichswirtschaftsministerium, um die Gesellschafter der Hermann Tietz OHG im Zuge der „Arisierung“ schrittweise auszuschalten und zu verdrängen.
Nachdem Hitler von Reichswirtschaftsminister Kurt Schmitt davon überzeugt werden konnte, nicht mehr die Warenhäuser zu verstaatlichen oder aufzulösen, gründeten kurz darauf die Banken des Gläubigerkonsortiums am 24. Juli 1933 die Hertie Kaufhaus-Beteiligungs-Gesellschaft m.b.H. (kurz: Hertie GmbH). Gleichzeitig wurde Karg, gemeinsam mit dem Vertrauensmann der Banken, Trabart von der Tann, zum Geschäftsführer der Hertie GmbH bestellt. Am 29. Juli 1933 erzwang das Bankenkonsortium mit einer Änderung des Gesellschaftsvertrags der Hermann Tietz OHG, die die Firmeninhaber unterschreiben mussten, den sofortigen Rücktritt von Hugo Zwillenberg als persönlich haftender Gesellschafter, der durch die Hertie GmbH ersetzt wurde. Das Unternehmen erhielt nun den Firmennamen Hermann Tietz & Co. Nach Unterzeichnung des geänderten Gesellschaftsvertrags erhielt das Unternehmen schließlich den Kredit über 14,4 Mio. Reichsmark, an dem sich die Akzeptbank mit 5,7 Mio. RM und das Konsortium aus Gläubigerbanken mit 8,7 Mio. RM beteiligten.
Im Zuge der Gleichschaltung wurde im August 1933 bereits die Hälfte aller jüdischen Mitarbeiter entlassen. Bis 1938 sollen noch jüdische Angestellte beschäftigt gewesen sein, da Karg aufgrund fehlenden Ersatzes an ihnen festhielt. Mittels eines Auseinandersetzungsvertrags vom 13. August 1934 wurden auch Georg und Martin Tietz als Geschäftsführer und Eigentümer des Unternehmens verdrängt. Die jüdischen Gesellschafter mussten sämtliche Anteile an Gesellschaften des Konzerns der Hertie Waren- und Kaufhaus GmbH überlassen. Laut Bähr und Köhler wurde das Firmenvermögen im Zuge des Auseinandersetzungsvertrags zum Nachteil der Familie Tietz bewertet und von der Hertie-Geschäftsführung mit einem Kapitalfehlbetrag von rund 29 Mio. Reichsmark ausgewiesen. Diesen Fehlbetrag glich Betty Tietz, Witwe von Oscar Tietz und stille Gesellschafterin, mit ihrem gesamten Privatvermögen aus. „Wichtig ist festzuhalten, dass sich aus der Abgabe der privaten Vermögensteile nun ein Überschuss von 15,5 Mio. RM ergab. Diesen Betrag hätte Hertie ausgleichen müssen, vereinnahmte ihn aber ohne Gegenwert,“ so Bähr und Köhler. Die Anwälte der Familie Tietz konnten im Auseinandersetzungsvertrag Zugeständnisse im Wert von rund 2,5 Mio. RM und die Befreiung von der Reichsfluchtsteuer aushandeln. Die von Eglau, Neumann und vom Munzinger-Archiv kolportierte „Abfindung von zwölf Millionen Mark“ lässt sich dagegen nicht belegen.
Nach der zwangsweisen Verdrängung der Familie Tietz/Zwillenberg aus dem Konzern wurde die Hermann Tietz & Co. von der Hertie Kaufhaus-Beteiligungs GmbH übernommen. Diese wurde daraufhin in Hertie Waren- und Kaufhaus GmbH umbenannt und firmierte unter dieser Bezeichnung bis zu ihrem Verkauf im Jahr 1993.
Karg kaufte später die Anteile der Bankengruppe an der Hertie GmbH in mehreren Raten auf. Im Mai 1937 übernahm er mithilfe von Erlösen aus dem Verkauf von Konzernimmobilien und eines Kredits der Dresdner Bank 51 Prozent der Anteile. Ab Juni 1940 hielt er 100 Prozent. Zugleich übernahm Karg die Schulden des Tietz-Konzerns. Laut Bähr und Köhler übernahm Karg den Warenhauskonzern nicht als „Ariseur“, profitierte aber wie kein anderer von der „Arisierung“. Zudem übernahm er Kauf- und Warenhäuser jüdischer Inhaber in Guben, Ostpreußen und Berlin in privaten Besitz.
1942 gründete Josef Neckermann mit Georg Karg die Zentrallagergemeinschaft für Bekleidung GmbH (ZLG), die Textilien und Kleidung zunächst für deutsche Bautrupps als auch für Zwangsarbeiter produzierte und lieferte, später auch für die Wehrmacht.

### Wiederaufbau nach 1945
Nach Kriegsende lagen die meisten Filialen der Hertie-Gruppe in der Sowjetischen Besatzungszone und waren im Westen größtenteils zerstört. Karg entschloss sich dennoch zur Weiterführung der Geschäfte.
1949 entschädigte er in einem Vergleich die Tietz-Erben mit den Filialen in München, Stuttgart und Karlsruhe, die sie gegen Zahlung einer Umsatzmiete weiterhin dem Hertie-Konzern unterstellten. Später verkauften sie diese Häuser wieder an Karg zurück.
1953 gründete er die Hertie-Stiftung mit dem gesamten Warenhausvermögen von mehr als 1 Milliarde DM als Einlage. Nach der Wende beteiligte sich die Stiftung am damals aktuellen Trend von Gründungen privater Hochschulen mit der Hertie School of Governance.
Karg wurde neben seinem phänomenalen Gedächtnis auch eine schnelle Entschlusskraft und ein großes taktisches Vermögen zugeschrieben, die ihm bei seiner erfolgreichen Expansion von Hertie behilflich waren. Harry Jandorf, der einzige Sohn von Adolf Jandorf und Kargs Lehrling, pflegte in der Nachkriegszeit ein freundschaftliches Verhältnis zu Karg und dessen Familie mit häufigen Besuchen. Jandorf junior hielt Karg für „ein geschäftliches Genie“. Bei seinem Tode 1972 bestand die Warenhaus-Gruppe aus 72 Hertie-Warenhäusern und 29 Filialen der Bilka-Kaufhäuser mit einem Umsatz von 5,1 Milliarden DM und rund 60.000 Mitarbeitern. Sein Sohn Hans-Georg Karg übernahm 1972 die Geschäftsführung des Unternehmens. Karg junior konnte nicht mehr an die Erfolge seines Vaters anknüpfen und verkaufte nach einem kontinuierlichen wirtschaftlichen Niedergang 1994 Hertie an Karstadt, was viele Entlassungen zur Folge hatte.